# GSC4886-1182
GSC4886-1182 — хімічно пекулярна зоря спектрального класу A0, що має видиму зоряну величину в смузі V приблизно  9,7.